# 2e cérémonie des Chlotrudis Awards
La 2e cérémonie des Chlotrudis Awards, décernés par la Chlotrudis Society for Independent Film, a eu lieu en mars 1996, et a récompensé les meilleurs films indépendants de l'année précédente.

## Palmarès

### Meilleur film
- La Dernière Marche (Dead Man Walking) – Réal. : Tim Robbins
  - Amateur – Réal. : Hal Hartley
  - Babe, le cochon devenu berger (Babe) – Réal. : Chris Noonan
  - Jeffrey – Réal. : Christopher Ashley
  - Le Secret Roan Inish (The Secret of Roan Inish) – Réal. : John Sayles
  - Raison et Sentiments (Sense and Sensibility) – Réal. : Ang Lee

### Meilleur acteur
- Sean Penn pour le rôle de Matthew Poncelet dans La Dernière Marche (Dead Man Walking)
  - Nicolas Cage pour le rôle de Ben Sanderson dans Leaving Las Vegas
  - Martin Donovan pour le rôle de Thomas Ludens dans Amateur
  - Harvey Keitel pour le rôle d'Auggie Wren dans Smoke
  - Ian McKellen pour le rôle du roi Richard III dans Richard III
  - Jonathan Pryce pour le rôle de Lytton Strachey dans Carrington
  - Linus Roache pour le rôle du père Greg Pilkington dans Prêtre (Priest)

### Meilleure actrice
- Susan Sarandon pour le rôle de la sœur Helen Prejean dans La Dernière Marche (Dead Man Walking)
  - Kathy Bates pour le rôle de Dolores Claiborne dans Dolores Claiborne
  - Nicole Kidman pour le rôle de Suzanne Stone Maretto dans Prête à tout (To Die For)
  - Julianne Moore pour le rôle de Carol White dans Safe
  - Elisabeth Shue pour le rôle de Sera dans Leaving Las Vegas
  - Emma Thompson pour le rôle d'Elinor Dashwood dans Raison et Sentiments (Sense and Sensibility)

### Meilleur acteur dans un second rôle
- Kevin Spacey pour le rôle de Roger 'Verbal' Kint dans Usual Suspects (Usual Suspects)
  - James Cromwell pour le rôle d'Arthur Hoggett dans Babe, le cochon devenu berger (Babe)
  - Don McKellar pour le rôle de Thomas Pinto dans Exotica et pour le rôle de Timothy dans When Night Is Falling
  - Joaquin Phoenix pour le rôle de Jimmy Emmett dans Prête à tout (To Die For)
  - Alan Rickman pour le rôle du colonel Christopher Brandon dans Raison et Sentiments (Sense and Sensibility)
  - Patrick Stewart pour le rôle de Sterling dans Jeffrey

### Meilleure actrice dans un second rôle
- Mira Sorvino pour le rôle de Linda Ash dans Maudite Aphrodite (Mighty Aphrodite)
  - Illeana Douglas pour le rôle de Janice Maretto dans Prête à tout (To Die For)
  - Jennifer Jason Leigh pour le rôle de Selena St. George dans Dolores Claiborne
  - Fiona Shaw pour le rôle de Mrs. Croft dans Persuasion
  - Elizabeth Spriggs pour le rôle de Mrs. Jennings dans Raison et Sentiments (Sense and Sensibility)